# باتريشيا بين بيترسون
باتريشيا بين بيترسون (بالإنجليزية: Patricia Ben Peterson)‏ هي ممثلة أمريكية، ولدت في عقد 1950.

## وصلات خارجية
- باتريشيا بين بيترسون على موقع قاعدة بيانات برودواي على الإنترنت (الإنجليزية)